# Nina Sand
Nina Linnea Sand, född 26 februari 1999 i Sollentuna, är en svensk skådespelare. Hon har bland annat medverkat i sju filmer i Beck-serien, i rollen som den norske poliskommissarien Steinar Hovlands tonårsdotter Lina Karlgren. Hon har också spelat rollen som Livli i filmen Pojken med guldbyxorna från 2014.

## Filmografi
- 2014 – Pojken med guldbyxorna
- 2016 – Beck – Steinar
- 2016 – Beck – Vägs ände
- 2016 – Beck – Sista dagen
- 2018 – Beck – Ditt eget blod
- 2018 – Beck – Den tunna isen
- 2018 – Beck – Utan uppsåt
- 2018 – Beck – Djävulens advokat